# 스트리트 파이터 (1994년 영화)
영화 스트리트 파이터는 일본의 아케이드 게임 스트리트 파이터 2를 원작으로 1994년 개봉된 미국 영화이다.

## 줄거리
동남아시아의 모 군사국가에서 활동하던 UN의 의료단이 독재자 바이슨 장군에게 납치당한다. 바이슨은 UN의 가일 대령에게 거액의 몸값을 요구하고 기한까지 안내놓을 경우 인질을 전부 죽이겠다고 협박한다. 위협에 굴하지 않는 가일은 계엄령을 깨고 체포된 켄, 류와 함께 작전을 짠다. 한편 바이슨은 사로 잡은 UN군 병사를 이용하여 무서운 인체실험을 하려한다....

## 제작진
- 감독 - 스티븐 E. 더수자
- 제작 - 에드워드 R. 프레스먼, 쓰지모토 겐조
- 제작총지휘 - 팀 진네만, 사카이 쇼, 사샤 할라리
- 각본 - 스티븐 E. 더수자
- 촬영 - 월리엄 A. 프레이커
- 음악 - 그레임 러벨
- 미술 - 월리엄 클레버
- 편집 - 앤서니 레드먼, 로버트 슈그류, 에드워드 M. 에이브럼스, 돈 에런

## 출연
미국에서 제작된 영화이기에 등장인물의 이름은 미국판의 설정에 준거하고 있다. 또 등장인물의 설정이 게임 《스트리트 파이터 2》와는 달리 대폭 변경되었다. 이름이 변경된 이유는 스트리트 파이터 2 항목 참조.
- 월리엄 F 가일 대령 - 장 클로드 반담

미군 소속, 많은 인질을 잡고 몸값을 요구하는 바이슨 장군의 괴멸을 위해 정의감에 불타는 연합군 대령. UN에서는 그냥 바이슨 장군에게 몸값을 지불하고 인질을 구해오자고 하지만 가일 대령은 바이슨 장군이 몸값을 받는다고 해서 인질을 석방시킬것 같지 않다고 판단하여 오히려 바이슨 장군이 지휘하는 샤달루에 쳐들어간다. 서머솔트킥, 소닉붐을 사용한다.
- 캐미 화이트 중위 - 카일리 미노그

영국군 소속의 가일 대령의 보좌관. 가벼운 몸을 놀려 적을 쓰러트린다. 페이탈레그 트위스터를 쓰는 장면이 많다. 원작에서의 레오타드 복장이 아니라 위장복을 입고 있다.
- T 호크 상사 - 그레그 레인워터

미군 소속의 가일 대령의 보좌관. 네이티브 아메리칸. 파워 공격이 특기. 특수기술은 멕시칸 타이푼.
- 사와다 대위 - 사와다 켄야

일본 육상자위대 소속의 가일 대령과 같이 행동하는 자위대 장교. 확실히 지시를 이행하는 능력자. 사와다 켄야는 당시 스스로 출연을 희망하고 가서 이 역을 얻었다는 일화가 있다.
- UN군 사무차관 - 사이먼 캘로

안경을 낀 백발남성. 안보리이사회에서 적과 교섭하기로 하여 가일 부대의 출격을 저지하려고 했다. 그냥 바이슨 장군에게 인질들의 몸값을 지불하는 것으로 일단락지으려는 온건파이다.
- 춘리 장 - 밍나 원

중국 국적의 GNT의 TV리포터. UN군 부대의 취재라고 하면서 실제론 샤달루 잠입을 시도한다. 바이슨 장군에게 아버지가 살해당했다. 게임상의 복장은 바이슨 장군에게 받은 선물이라는 설정이다.
- 에드먼드 혼다 - 비터 트위아소프

GNT의 촬영스텝. 스모 파이터였지만 샤돌로 인해 폐업당해서 원한을 품고 있다.
- 발로그 - 그랜드 L. 부시

GNT의 카메라맨. 복서였지만 샤돌로 인해 폐업당해서 원한을 품고 있다.일본명 바이슨.
- 센더 베노커 - 센더 베노커

GNT의 뉴스캐스터
- 류 호시 - 바이런 맨

일본 국적의 악당을 속이는 사기꾼. 사가트를 속이려다 사건에 휘말리는데 위기에 몰린 가일 일행을 도와준다. 파동권, 용권선풍각을 쓴다. 류 호시와 켄 마스터즈가 입은 도복은 샤달루의 훈련복이라는 설정이다. 류 호시와 켄 마스터즈는 샤달루에 잠입해서 샤달루의 졸개로 변장하기 위해서 이 옷을 입었다.
- 켄 마스터스 - 데미언 차파

미국 국적의 공수도 무도가. 류의 파트너. 돈벌이가 시원찮아 유랑하며 치사한 사기를 치며 생계를 유지하고 있다. 우연히 UN군에게 협력하게 된다. 필살기는 승룡권.
- M 바이슨 장군 - 라울 훌리아

동남아시아의 군사국가 샤달루 시티를 지배하는 독재자. 예전 마약매매로 얻은 자금을 밑천으로 많은 무기를 사들여서 자기의 군대까지 갖게 된다. 냉혹할 뿐만 아니라 격투기에도 뛰어나며 종반에선 가일과의 싸움에서 인간병기 시스템에 감전당해 초전도전자파를 얻어 사이코크래셔 등의 기술을 쓰게 된다. 세계를 정복하면 공용화폐로 쓰기 위해 '바이슨 달러'라는 지폐를 생산해놓고 있었다.일본명 베가.
- 장기예프 - 앤드루 브리니어스키

전 소련군 소속의 바이슨 장군의 부하로 괴력의 소유자. 머리가 안좋아서 작전을 이해하지 못한다. 또 바이슨 장군을 착한 사람이라고 착각하고 자기 이외의 샤돌루 병사들이 급료를 받고 있는 걸 몰랐다.
- 디제이 - 미겔 누네즈 주니어

자메이카 국적의 바이슨의 부하 입은 잘 놀리지만 여차하면 도망치는 바이슨 장군의 부하. 바이슨 장군의 부하가 된 것은 "급료를 많이주니까"라고 본인이 말하며 충성심은 없다. 하지만 바이슨이 준 급료를 바이슨이 망하고 나서 확인해본 결과 지폐가 모조리 미국 달러가 아닌 바이슨 달러라서 크게 실망한다.
- 달심 박사 - 로샨 세스

인도 국적의 유능한 지식을 갖춘 박사. 바이슨 장군에게 인질로 잡히고 협박당하여 어쩔 수 없이 실험에 협력하게 되었다. 그래서 블랑카 중위의 뇌 속에 바이슨 장군이 명령한 대로 공격성을 심다가 바이슨 장군의 부하가 한눈을 판 사이에 몰래 온갖 착한 것들을 집어넣기도 했다. 마지막엔 블랑카 중위를 개조한 죄를 부끄럽게 여기며 운명을 같이한다.
- 카를로스 블랑카 대위 - 로버트 맘몬

브라질군 소속의 가일의 전우 애칭은 찰리(일본판 《SF 2》에선 내쉬). 샤달루에서의 국제의료진 구출작전에서 실패 포로가 되고 인간병기로 개조되어 몬스터 블랑카가 된다.
- 빅터 사가트 - 웨스 스투디

태국 국적 샤달루의 뒷세계를 움직이는 음성 격투기의 수령이자 무기 밀매상 조직의 두목이다. 바이슨 장군과 내통하고 있다. 원래는 철권이라는 별명을 지닌 파이터였다. 바이슨 장군이 망하고 바이슨 장군이 지급한 급료가 휴지조각이 되어버린 바이슨 달러라는 사실을 알고 허탈해한다.
- 베가 - 제이 트레버

스페인 국적의 음성 격투장의 파이터로 사가트의 부하. 추한 자를 싫어하며 아름다운 건 자신뿐이라 생각하는 나르시스트.일본명 발로그

## 성우진

### KBS (2001년 10월 13일)
- 홍시호 - 가일 대령(장클로드 반 담)
- 박상일 - 바이슨(라울 훌리아)
- 조진숙 - 춘리(밍나 원)
- 함수정 - 캐미 중위(카일리 미노그)
- 문영래
- 한상덕
- 유영환
- 김영진
- 김승태
- 류다무현
- 유동균

### MBC (2004년 2월 21일)
- 안지환 - 가일(장클로드 반 담)
- 박지훈 - 바이슨(라울 훌리아)
- 이종혁 - 사가트(웨스 스투디)
- 박영희 - 춘리(밍나 원)
- 김영선 - 류(데미언 차파)
- 최한 - 켄(바이런 맨)
- 박태호 - 달심(로샨 세스)
- 김서영 - 캐미(카일리 미노그)
- 이철용
- 최석필
- 엄태국
- 김기철
- 장성호
- 김호성
- 고성일
- 방성준
- 정재헌
- 이원찬
- 조현정
- 박신희
- 문남숙

## 게임 작품
1995년 캡콤에서 본 작의 실사영상을 사용한 대전격투게임 2개를 발매하였다. 단 양자의 내용은 크게 다르며 영화 오리지널 캐릭터인 사와다도 플레이어 캐릭터로 등장한다.
- 스트리트 파이터 더 무비 - 아케이드 게임. 원작 스트리트 파이터 2와는 대폭으로 다른 게임성을 보여주고 있다.
- 스트리트 파이터 리얼배틀 온 필름. 세가 새턴과 플레이스테이션으로 발매. 위의 더 무비와는 다른 《슈퍼스트리트 파이터 IIX》의 내용을 베이스로 하였고 가일 대령을 주인공으로 한 스토리 모드도 수록되어있다.

## 기타
더글러스 데리언 워커(Douglas Darien Walker)가 연기하는 Nostalgia Critic에서 이 영화를 리뷰하였다.

## 같이 보기
- 비디오 게임을 원작으로 한 영화 목록